# Combihuset
Combihuset (fastighet: Kirsten Munck 9) är en handels- och parkeringsbyggnad i kvarteret Kirsten Munk på Storgatan i Halmstad.

## Historik
Området där huset byggdes bestod tidigare av flera tomter som slogs ihop inför byggnadsstarten. Arkeologiska utgrävningar ägde rum under sommaren 1972 och frambringade husgrunder som daterades till medeltiden. Huset byggdes bredvid det senare byggnadsminnesmärkta Kirsten Munks hus (även kallad Falckska fastigheten), byggt på 1600-talet och således ett av Halmstads äldsta hus. Under och efter byggandet av Combihuset uppstod sprickor i Falckska huset kopplat till nybygget.
Huvudentreprenör vid bygget var Skånska Cementgjuteriet. En tävling hölls för att hitta ett namn till huset. Den vanns av förslaget Galax, men varuhusledningen valde istället namnet Combi.
Combi öppnade den 14 mars 1974. Vid starten hade man tio affärer, däribland klädaffärerna Skölds, Mister och Mats samt skohandlaren Nordlöfs. Byggnaden hade ett nedre plan som helt upptogs av mataffären Favör. Man erbjöd även 270 parkeringsplatser.
Länsförsäkringar ägde fastigheten från 1981. De sålde 1998 vidare den till det lokala fastighetsbolaget Trelp som då nyligen även köpt Brogatan 13. Trelp köpte även Åhlenshuset år 2010. År 2016 sålde Trelp alla tre fastigheterna till Cityfastigheter.
Under 2014 genomförde Trelp en omfattande renovering som bland annat innebar att fasaden fick ett helt nytt utseende mot Storgatan. "Baksidan" mot Nissan förändrades mindre och behöll de röda plattor som tidigare karakteriserade båda fasadsidorna.